# トーマス・バーネット

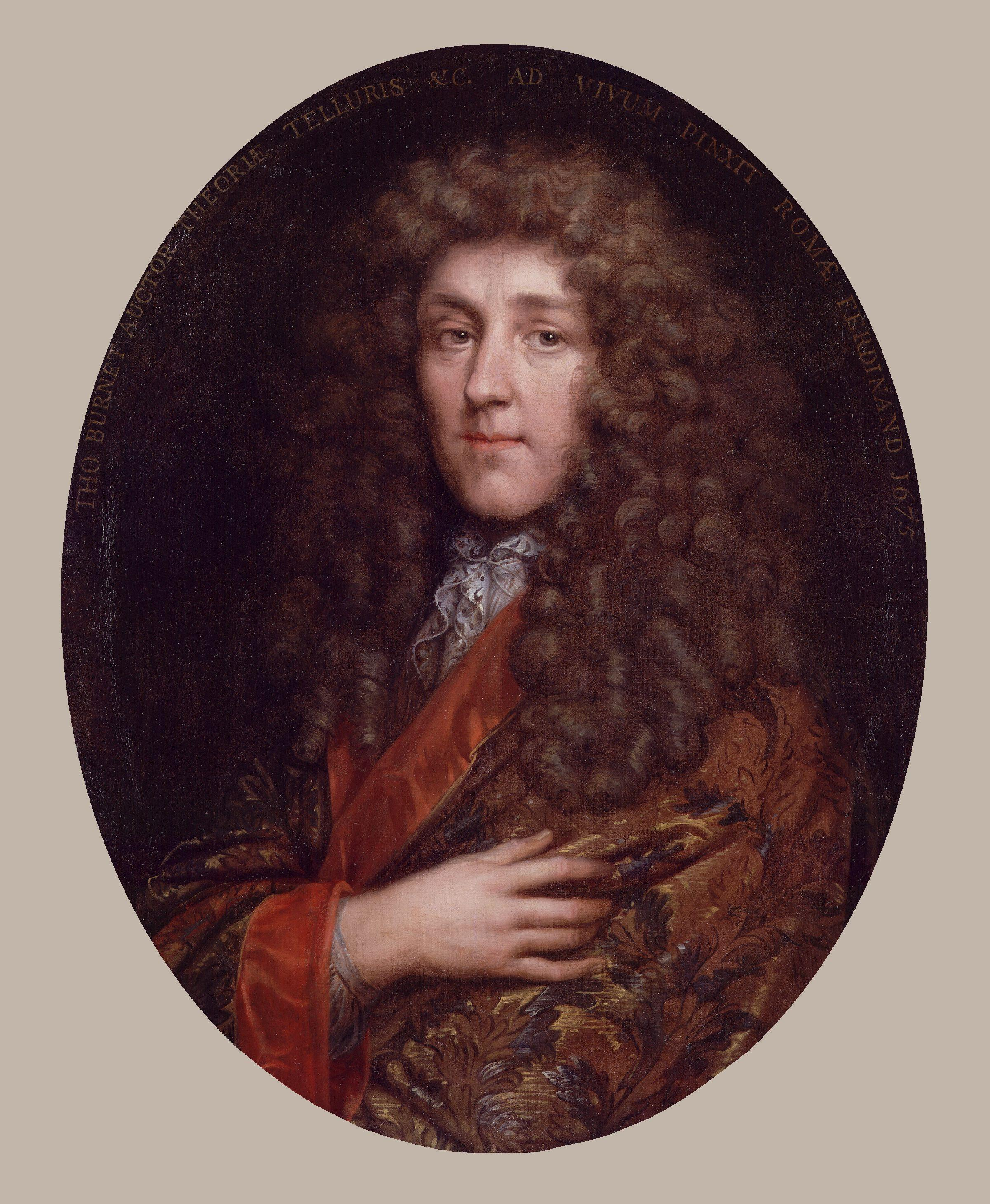
トーマス・バーネット (1675)

トーマス・バーネット（Thomas Burnet、1635年? - 1715年）は。イギリスの神学者、地質学者。啓蒙思想に影響された自然神学の代表的人物。ダーリントン近郊のクロフト村で生まれ、ケンブリッジ大学で学んだ。ウィリアム3世の時代にチャーターハウスの校長や国王の私設秘書をした。
彼の代表的著作は最初ラテン語で、のちに英語で出版された『Telluris Theoria Sacra, or Sacred Theory of the Earth（地球の神聖な理論）』（1682年）である。バーネットはこの著作において、創世記に記述されている大洪水はデカルト説に基づいて地表面がそのしたの水の層に落ち込んで水が噴出したせいで起こったとし、地球のモデルをこれに基づいて構築した。なぜなら地球上の海洋水や雨水では、このような大洪水をおこすのに不十分であると考えられたからである。
1692年には『Archaeolgiae Philosophicae（考古哲学論）』を発表したが、同時代の神学者から激しく批判され、公的な職務を辞職させられた。

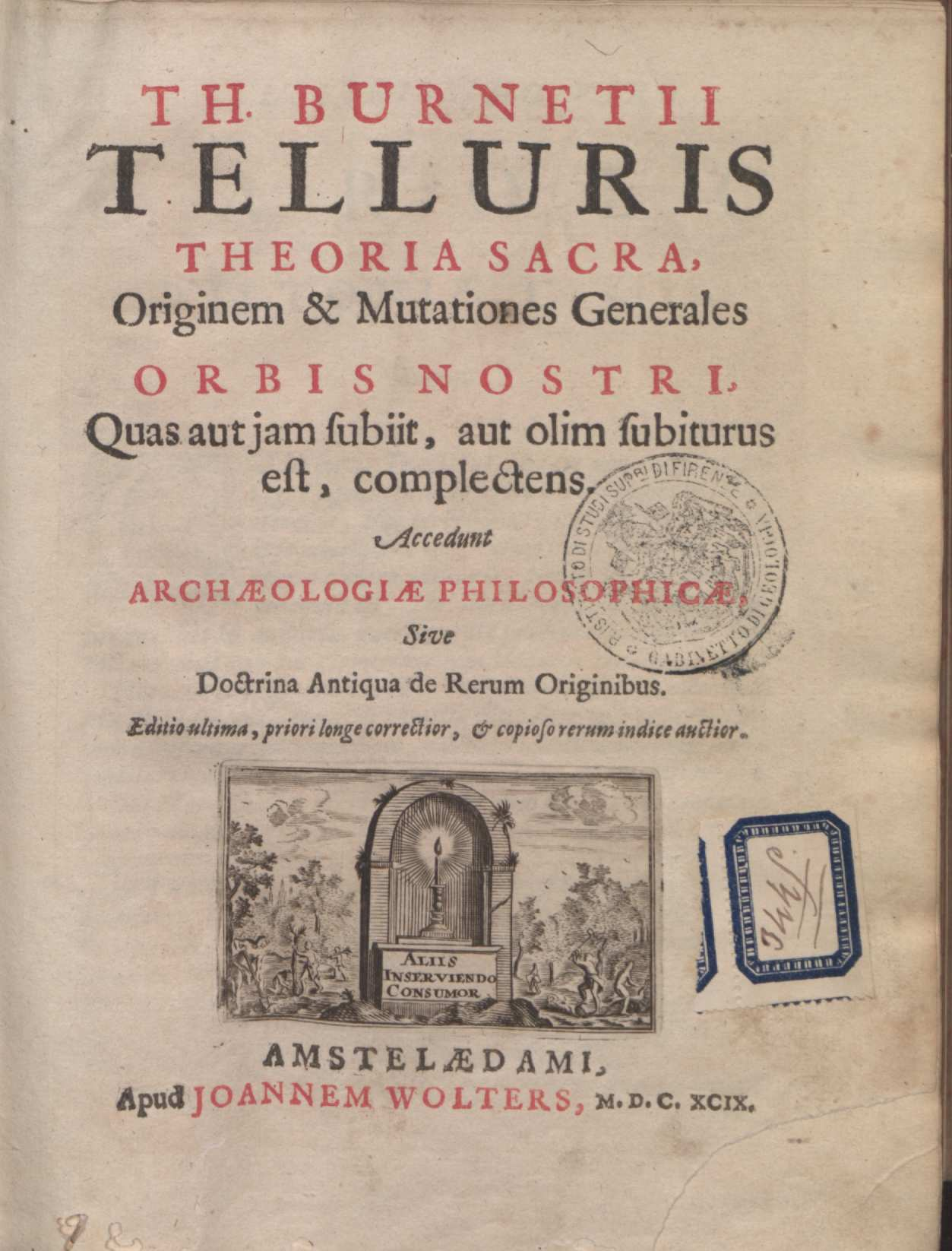
Telluris theoria sacra, 1699